# Israël op de Olympische Spelen
Israël is een van de landen die deelneemt aan de Olympische Spelen. Israël debuteerde op de Zomerspelen van 1952. Tweeënveertig jaar later (1994) kwam het voor het eerst uit op de Winterspelen. In november 1968 organiseerde de stad Tel Aviv de Paralympische Zomerspelen 1968.
De Israëlische ploeg werd tijdens de Olympische Zomerspelen 1972 het slachtoffer van de gruweldaden tijdens het Bloedbad van München.
In Parijs deed Israël voor de achttiende keer mee aan de Zomerspelen, in 2022 voor de achtste keer aan de Winterspelen. In totaal werden er twintig medailles (4-6-10) gewonnen, alle op de Zomerspelen.

## Medailles en deelnames
De medailles werden in het judo (9), zeilen (5), gymnastiek (4), kanovaren (1) en taekwondo (1) behaald. De eerste medaille werd door Yael Arad behaald, zij behaalde de zilveren medaille bij de halfmiddengewichten in het judo. De 'succesvolste' deelnemer is de zeiler Gal Fridman. In 1996 won hij de bronzen en in 2004 de gouden medaille bij het windsurfen.

### Overzicht
De tabel geeft een overzicht van de jaren waarin werd deelgenomen, het aantal gewonnen medailles en de eventuele plaats in het medailleklassement.
| Zomerspelen | Zomerspelen | Zomerspelen | Zomerspelen | Zomerspelen | Zomerspelen |        | Winterspelen | Winterspelen | Winterspelen | Winterspelen | Winterspelen | Winterspelen |
| Jaar        | Goud        | Zilver      | Brons       | Totaal      | Rang        | Jaar   | Goud         | Zilver       | Brons        | Totaal       | Rang         |              |
| 1952        | 0           | 0           | 0           | 0           | -           | 1952   | -            | -            | -            | -            | -            |              |
| 1956        | 0           | 0           | 0           | 0           | -           | 1956   | -            | -            | -            | -            | -            |              |
| 1960        | 0           | 0           | 0           | 0           | -           | 1960   | -            | -            | -            | -            | -            |              |
| 1964        | 0           | 0           | 0           | 0           | -           | 1964   | -            | -            | -            | -            | -            |              |
| 1968        | 0           | 0           | 0           | 0           | -           | 1968   | -            | -            | -            | -            | -            |              |
| 1972        | 0           | 0           | 0           | 0           | -           | 1972   | -            | -            | -            | -            | -            |              |
| 1976        | 0           | 0           | 0           | 0           | -           | 1976   | -            | -            | -            | -            | -            |              |
| 1980        | -           | -           | -           | -           | -           | 1980   | -            | -            | -            | -            | -            |              |
| 1984        | 0           | 0           | 0           | 0           | -           | 1984   | -            | -            | -            | -            | -            |              |
| 1988        | 0           | 0           | 0           | 0           | -           | 1988   | -            | -            | -            | -            | -            |              |
| 1992        | 0           | 1           | 1           | 2           | 48          | 1992   | -            | -            | -            | -            | -            |              |
| 1996        | 0           | 0           | 1           | 1           | 71          | 1994   | 0            | 0            | 0            | 0            | -            |              |
| 2000        | 0           | 0           | 1           | 1           | 71          | 1998   | 0            | 0            | 0            | 0            | -            |              |
| 2004        | 1           | 0           | 1           | 2           | 52          | 2002   | 0            | 0            | 0            | 0            | -            |              |
| 2008        | 0           | 0           | 1           | 1           | 80          | 2006   | 0            | 0            | 0            | 0            | -            |              |
| 2012        | 0           | 0           | 0           | 0           | -           | 2010   | 0            | 0            | 0            | 0            | -            |              |
| 2016        | 0           | 0           | 2           | 2           | 77          | 2014   | 0            | 0            | 0            | 0            | -            |              |
| 2020        | 2           | 0           | 2           | 4           | 39          | 2018   | 0            | 0            | 0            | 0            | -            |              |
| 2024        | 1           | 5           | 1           | 7           | 41          | 2022   | 0            | 0            | 0            | 0            | -            |              |
| Totaal      | 4           | 6           | 10          | 20          |             | Totaal | 0            | 0            | 0            | 0            |              |              |
| Tot. Z+W    | 4           | 6           | 10          | 20          |             |        |              |              |              |              |              |              |

### Per deelnemer
| Jaar | Sport      | Olympiër | Onderdeel                      | Medaille |
| ---- | ---------- | --- | ------------------------------ | -------- |
| 1992 | Judo       | Oren Smadja | lichtgewicht (-71 kg) (m)      | Brons    |
| 1992 | Judo       | Yael Arad | halfmiddengewicht (-61 kg) (v) | Zilver   |
| 1996 | Zeilen     | Gal Fridman | plankzeilen (m)                | Brons    |
| 2000 | Kanovaren  | Michael Kolganon | K-1 500 m (m)                  | Brons    |
| 2004 | Judo       | Ariel Ze'evi | halfzwaargewicht (-100kg) (m)  | Brons    |
| 2004 | Zeilen     | Gal Fridman | plankzeilen (m)                | Goud     |
| 2008 | Zeilen     | Shahar Zubari | plankzeilen (m)                | Brons    |
| 2016 | Judo       | Or Sasson | zwaargewicht (+100 kg) (m)     | Brons    |
| 2016 | Judo       | Yarden Gerbi | halfmiddengewicht (-63 kg) (v) | Brons    |
| 2020 | Gymnastiek | Artem Dolgopyat | vloer (m)                      | Goud     |
| 2020 | Gymnastiek | Linoy Ashram | individueel allround rsg (v)   | Goud     |
| 2020 | Judo       | Raz Hershko Inbar Lanir Timna Nelson-Levy Shira Rishony Gili Sharir Tohar Butbul Li Kochman Sagi Muki Peter Paltchik Or Sasson Baruch Shmailov | Gemengd team                   | Brons    |
| 2020 | Taekwondo  | Abishag Semberg | vlieggewicht -49kg (v)         | Brons    |

### Fotogalerij

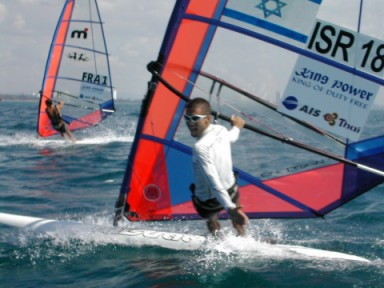
Gal Fridman
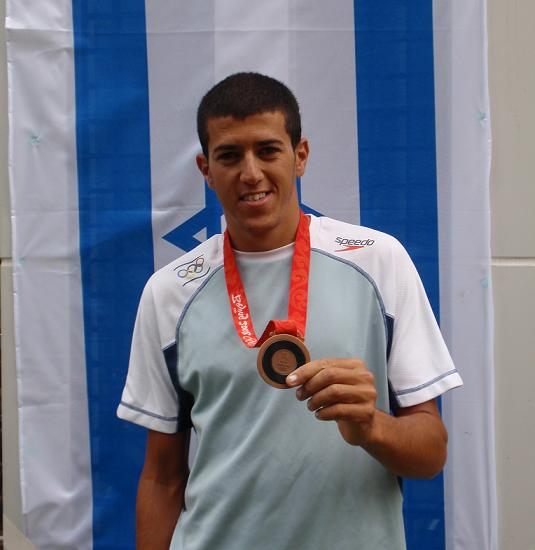
Shahar Zubari
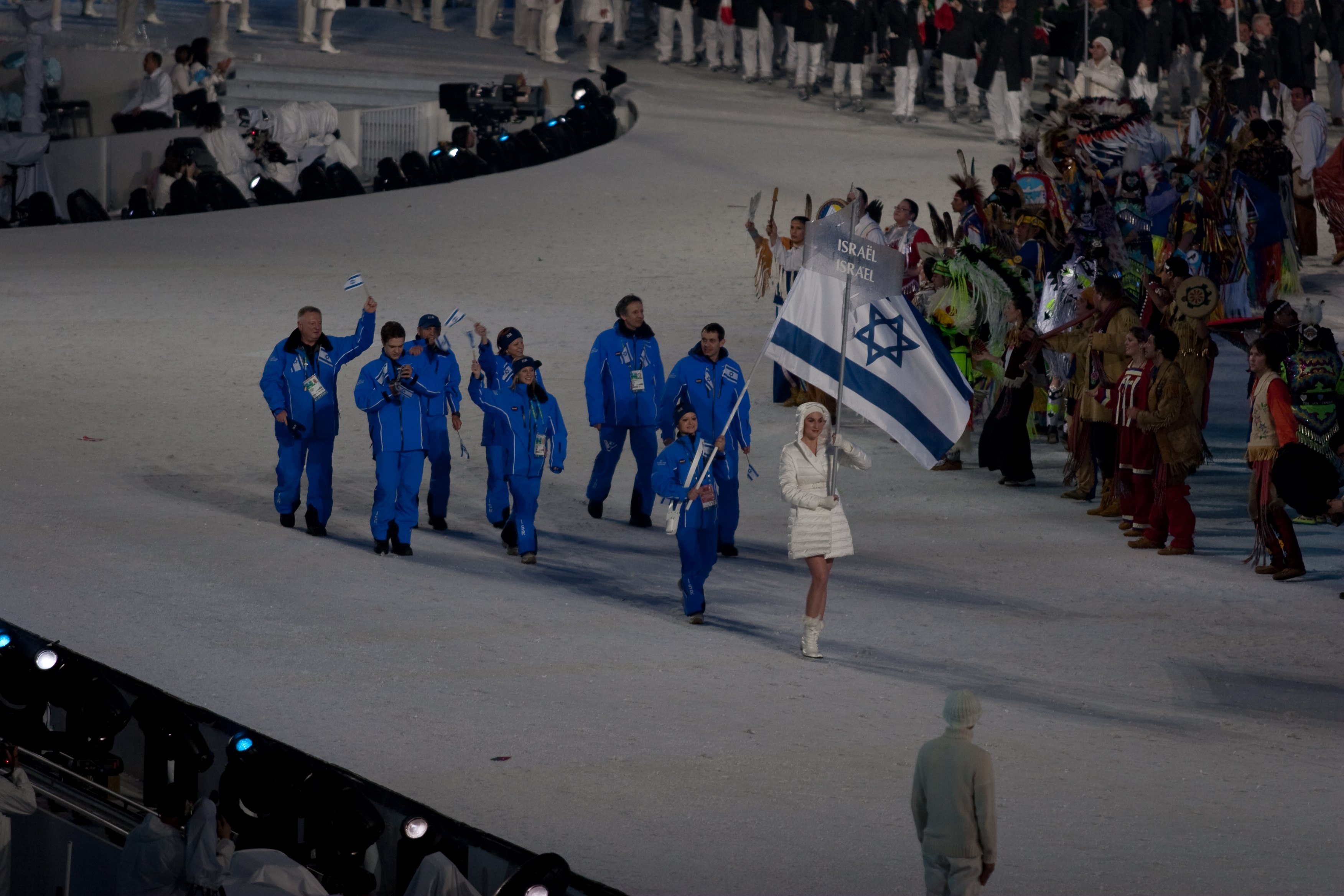
Olympische team van Israel tijdens de openingsceremonie van 2010

Afghanistan · Albanië · Algerije · Amerikaans-Samoa · Amerikaanse Maagdeneilanden · Andorra · Angola · Antigua en Barbuda · Argentinië · Armenië · Aruba · Australië · Azerbeidzjan · Bahama's · Bahrein · Bangladesh · Barbados · België · Belize · Benin · Bermuda · Bhutan · Bolivia · Bosnië en Herzegovina · Botswana · Brazilië · Britse Maagdeneilanden · Brunei · Bulgarije · Burkina Faso · Burundi · Cambodja · Canada · Centraal-Afrikaanse Republiek · Chili · China · Chinees Taipei · Colombia · Comoren · Congo-Brazzaville · Congo-Kinshasa · Cookeilanden · Costa Rica · Cuba · Cyprus · Denemarken · Djibouti · Dominica · Dominicaanse Republiek · Duitsland · Ecuador · Egypte · El Salvador · Equatoriaal-Guinea · Eritrea · Estland · Ethiopië · Fiji · Filipijnen · Finland · Frankrijk · Gabon · Gambia · Georgië · Ghana · Grenada · Griekenland · Groot-Brittannië · Guam · Guatemala · Guinee · Guinee-Bissau · Guyana · Haïti · Honduras · Hongarije · Hongkong · Ierland · IJsland · India · Indonesië · Irak · Iran · Israël · Italië · Ivoorkust · Jamaica · Japan · Jemen · Jordanië · Kaaimaneilanden · Kaapverdië · Kameroen · Kazachstan · Kenia · Kirgizië · Kiribati · Koeweit · Kosovo · Kroatië · Laos · Lesotho · Letland · Libanon · Liberia · Libië · Liechtenstein · Litouwen · Luxemburg · Madagaskar · Malawi · Malediven · Maleisië · Mali · Malta · Marokko · Marshalleilanden · Mauritanië · Mauritius · Mexico · Micronesië · Moldavië · Monaco · Mongolië · Montenegro · Mozambique · Myanmar · Namibië · Nauru · Nederland · Nepal · Nicaragua · Nieuw-Zeeland · Niger · Nigeria · Noord-Korea · Noord-Macedonië · Noorwegen · Oeganda · Oekraïne · Oezbekistan · Oman · Oost-Timor · Oostenrijk · Pakistan · Palau · Palestina · Panama · Papoea-Nieuw-Guinea · Paraguay · Peru · Polen · Portugal · Puerto Rico · Qatar · Roemenië · Rusland · Rwanda · Saint Kitts en Nevis · Saint Lucia · Saint Vincent en de Grenadines · Salomonseilanden · Samoa · San Marino · Saoedi-Arabië · Sao Tomé en Principe · Senegal · Servië · Seychellen · Sierra Leone · Singapore · Slovenië · Slowakije · Somalië · Spanje · Sri Lanka · Soedan · Suriname · Swaziland · Syrië · Tadzjikistan · Tanzania · Thailand · Togo · Tonga · Trinidad en Tobago · Tsjaad · Tsjechië · Tunesië · Turkije · Turkmenistan · Tuvalu · Uruguay · Vanuatu · Venezuela · Verenigde Arabische Emiraten · Verenigde Staten · Vietnam · Wit-Rusland · Zambia · Zimbabwe · Zuid-Afrika · Zuid-Korea · Zuid-Soedan · Zweden · Zwitserland
Historische landen: Bohemen · Bondsrepubliek Duitsland · Brits-Indië · Duitse Democratische Republiek · Joegoslavië · Malaya · Nederlandse Antillen · Noord-Borneo · Noord-Jemen · Saarland · Servië en Montenegro · Sovjet-Unie · Tsjecho-Slowakije · West-Indische Federatie · Zuid-Jemen
Bijzondere deelnames: Onafhankelijke olympische atleten · Vluchtelingenteam 
 Australazië · Duits Eenheidsteam · Gemengd team · Gezamenlijk Team